# Ula Sickle
Ula Sickle (Toronto, 1978) is een Canadees-Poolse choreografe en performer die in Brussel is gevestigd.

## Opleiding
Ula Sickle studeerde kunstgeschiedenis en semiotiek aan de Universiteit van Toronto en nadien podiumkunsten aan de Université Paris 8. Vervolgens trok ze naar Brussel, waar ze van 2000 tot 2004 studeerde aan de dansschool P.A.R.T.S. Van 2008 tot 2010 verdiepte ze zich verder in beeldende kunst en film tijdens studies aan Le Fresnoy - Studio National des Arts Contemporains in Tourcoing.

## Werk als choreografe
Sinds 2004 werkt Ula Sickle als zelfstandig choreografe. Haar artistieke werk neemt verschillende vormen aan, van video’s tot installaties en podiumkunstenvoorstellingen. Sinds 2004 maakte ze een twaalftal podiumkunstenvoorstellingen, een video en een installatie. Haar werk was te zien in o.a. Kaaitheater, KVS en Kunstenfestivaldesarts (Brussel), ImPulsTanz en TanzQuartier (Wenen), Teatr Nowy (Warschau), Zodiak & Moving in November festival (Helsinki), Reykjavík Dance Festival (IJsland), Tangente (Montreal), B:OM festival (Seoul), Zürcher Theater Spektakel (Zürich) en Les Rencontres chorégraphiques internationales de Seine-Saint-Denis (Parijs). In 2017-18 was Ula Sickle artist-in-residence aan het Ujazdowski Castle Centre for Contemporary Art in Warschau; in 2018 aan het kunstencentrum Wiels in Brussel.

## Samenwerkingen
Ze werkt vaak samen met kunstenaars uit andere domeinen, zoals beeldende kunsten (bv. Alexis Destoop en Daniela Bershan), hedendaagse muziek (bv. Yann Leguay, Peter Lenaerts en Stine Janvin Motland) of architectuur (bv. Laurent Liefooghe). Met Alexis Destoop en Peter Lenaerts startte ze na haar studies aan P.A.R.T.S. ook het collectief Rebecca September, wat resulteerde in de productie Knockout (Rebecca September, 2005). Voor Viewmaster (2007-2008) en Viewmaster Series (2010 - 2012) werkte ze samen met o.a. danseres en performancekunstenaar Heike Langsdorf.
Met Heike Langsdorf, Christophe Meierhans en Christoph Ragg (samen C&H) werkte ze ook samen aan hun performance The Nickelodeon (C&H, 2008). Voordien was ze danseres in Vost (Mårten Spångberg, 2004). In 2017 werkt ze als choreograaf mee aan 7EVEN, dat gebaseerd is op The 7 Necessities, het artistieke manifesto van choreograaf/danser Emio Greco en choreograaf/regisseur Pieter C. Scholten. De productie bestaat uit zeven nieuwe werken van elk zeven minuten die worden gecreëerd door zeven kunstenaars en worden uitgevoerd door zeven dansers van het Ballet National Marseille en ICK.

## Alternatieve canon voor hedendaagse dans
In haar producties zoekt Ula Sickle naar manieren om de canon van de hedendaagse dans open te breken; die wordt sterk bepaald door evoluties in Europa en Noord-Amerika. Dat zette haar ertoe aan om performers te zoeken die een andere bewegingsgeschiedenis belichamen. Een vertrekpunt daarbij is haar interesse in hedendaagse populaire muziek en dans, zoals men die vindt in o.a. de nachtclubs van de Congolese hoofdstad Kinshasa. Hedendaagse populaire muziek en dans wordt vaak verweten commercieel en gestandaardiseerd zijn, en ze zouden normvervaging en maatschappelijk escapisme in de hand werken. Maar omdat ze taalbarrières kunnen overstijgen, maken ze in een geglobaliseerde wereld culturele uitwisseling op grote schaal mogelijk. In de producties Solid Gold (Ula Sickle, Dinozord en Yann Leguay, 2010), Jolie (Ula Sickle, Yann Leguay en Jolie Ngemi, 2011) en Kinshasa Electric (Ula Sickle, Popol Amisi, Daniela Bershan, Jeannot Kumbonyeki en Joel Tenda, 2014) werkte Ula Sickle daarom samen met Congolese performers, wiens diverse en complexe achtergrond veraf staat van haar eigen Westerse dansachtergrond. In de producties volgt ze de individuele geschiedenis van de dansers en de manier waarop hun bewegingen cultureel en politiek gekleurd zijn. Maar Ula Sickle werkt niet enkel met niet-Westerse dansers om de canon van de hedendaagse dans te doorbreken, in Extreme Tension (Ula Sickle, Marie De Corte en Yann Leguay, 2012-14) werkte ze met een oudere danseres. Haar interesse in geglobaliseerde popcultuur, niet louter als muziek maar eveneens als een web van referenties, tonen, trends, houdingen en gebaren, lag ook aan de grondslag van Extended Play (2016), waarin ze opnieuw samenwerkte met Daniela Bershan (oftewel DJ Baba Electronica).

## Dialoog tussen lichaam en technologie
In Extended Play maakt Ula Sickle gebruik van een speciaal ontworpen muziekapp en draadloze microfoons, waardoor de performers de muziek live kunnen componeren en spelen. Technologie en de relatie tussen mens en apparaat is een andere rood draad door haar producties. Lichamen gaan er in dialoog met smartphones, versterkers, microfoons of lichtbronnen. In Prelude (Ula Sickle, Stine Janvin Motland en Yann Leguay, 2014) is het door subtiele live geluidsmodulatie vaak niet meer duidelijk of Stine Janvin Motland, die gekend is om haar originele, uitgebreide vocale technieken, zelf aan het zingen is of dat haar ijle klanken digitaal worden gemanipuleerd. In Light Solos (Ula Sickle en Yann Leguay, 2011-2013) spelen stroboscopen een cruciale rol. In ijltempo volgen de flitsen duisternis en licht elkaar op, waardoor de toeschouwer de danseres nooit in haar totaliteit kan zien, maar alleen in fragmenten die reeds verdwijnen op het moment dat ze verschijnen. Zo onderzoekt Ula Sickle hoe de zintuiglijke en cognitieve ervaring van de werkelijkheid wordt gemedieerd door technologie.

## Video’s en installaties
Naast haar podiumvoorstellingen maakt Ula Sickle ook audiovisueel werk, dat vaak aansluit bij haar podiumvoorstellingen. De video Atomic 5.1 (2010) is gebaseerd op een van haar Light Solos (Ula Sickle en Yann Leguay, 2011-2013). De video-installatie Looping the Loop (2009), waarin een jonge Congolese hiphopper centraal staat, lag aan de basis van Solid Gold (Ula Sickle, Dinozord en Yann Leguay, 2010). Beide werken werden geproduceerd door Le Fresnoy tijdens haar verblijf daar.

## Producties
- figure f (Ula Sickle, 2004)
- Knockout (Rebecca September, 2005)
- Im/possible figures (Ula Sickle, 2006)
- Viewmaster (Ula Sickle, Heike Langsdorf en Laurent Liefooghe, 2007-2008)
- Viewmaster Series (Ula Sickle, Heike Langsdorf en Laurent Liefooghe, 2010 - 2012)
- Solid Gold (Ula Sickle, Dinozord en Yann Leguay, 2010)
- Jolie (Ula Sickle, Yann Leguay en Jolie Ngemi, 2011)
- Light Solos (Ula Sickle en Yann Leguay, 2011-2013)
- Extreme Tension (Ula Sickle, Marie de Corte en Yann Leguay, 2012-14)
- Kinshasa Electric (Ula Sickle, Popol Amisi, Daniela Bershan, Jeannot Kumbonyeki en Joel Tenda, 2014)
- Prelude (Ula Sickle, Stine Janvin Motland en Yann Leguay, 2014)
- Voor Ons (Ula Sickle, 2015)
- Extended Play (Ula Sickle en Daniela Bershan, 2016)
- Borrowed Time (Ula Sickle, 2017), als onderdeel van 7even (Nacera Belaza, Amos Ben-Tal, Eric Minh Cuong Castaing, Joeri Dubbe, Faustin Linyekula, Ayelen Parolin en Ula Sickle, 2017)[5][6]
- Tunings (Ula Sickle en Stine Janvin, 2017)[7][8]
- Free Gestures - Wolne Gesty (Ula Sickle, 2018)[9][10]
- Relay (Ula Sickle, 2018)[11][12]

## Audiovisuele producties
- Looping the Loop (Ula Sickle, 2009)
- Atomic 5.1 (Ula Sickle, 2010)

## Tentoonstellingen
In maart 2018 maakte Ula Sickle de choreografische tentoonstelling Free Gestures - Wolne Gesty voor het Poolse Ujazdowski Castle Center for Contemporary Art (Warschau). Free Gestures - Wolne Gesty werd gedurende vijf uur per dag door een groep dansers geactiveerd. Het uitgangspunt was de vraag hoe ideologieën worden opgenomen in onze lichamen en taal. Naar aanleiding van de tentoonstelling verscheen ook een boek met een gelijknamige titel.